# The Poor Simp
The Poor Simp er en amerikansk stumfilm fra 1920 af Victor Heerman.

## Medvirkende
- Owen Moore som Melville G. Carruthers
- Nell Craig som Grace Adams
- Harry L. Rattenberry som Peter Adams
- Vera Lewis som Mrs. Adams
- Herbert Prior som Dr. Crawford
- Lassie Young som Sadie Kelly
- Tom Kennedy som Jim Donnelly
- Douglas Carter som Clarence